# Saison 7 de Riverdale
Chronologie
Saison 6
Cet article présente le guide des épisodes de la septième et dernière saison de la série télévisée américaine Riverdale.

## Généralités
- Aux États-Unis, elle est diffusée depuis le 29 mars 2023[1] jusqu'au 23 août 2023[2] sur le réseau The CW.
- Au Canada et dans tous les pays francophones, elle est diffusée dès le lendemain de diffusion sur Netflix.

## Synopsis
La bande à Archie sont de retour au lycée dans les années 1950. Jughead n'ayant aucune idée de comment il y est arrivé ou comment revenir au présent, ses amis ne peuvent pas s'en empêcher, ils vivent des vies apparemment authentiques et similaires à leurs homologues classiques d'Archie Comics, ignorant qu'ils n'ont jamais été ailleurs.

## Distribution

### Acteurs principaux
- K. J. Apa (VF : Gauthier Battoue) : Archibald « Archie » Andrews
- Lili Reinhart (VF : Ludivine Maffren) : Elizabeth « Betty » Cooper
- Camila Mendes (VF : Youna Noiret) : Veronica Lodge
- Cole Sprouse (VF : Clément Moreau) : Forsythe P. « Jughead » Jones
- Madelaine Petsch (VF : Diane Dassigny) : Cheryl Blossom
- Casey Cott (VF : Maxime Baudouin) : Kevin Keller
- Charles Melton (VF : Nicolas Duquenoy) : Reginald « Reggie » Mantle
- Vanessa Morgan (VF : Alexia Papineschi) : Antoinette « Toni » Topaz
- Drew Ray Tanner (VF : Tommy Lefort) : Fangs Fogarty
- Erinn Westbrook (VF : Déborah Claude) : Tabitha Tate
- Mädchen Amick (VF : Anne Rondeleux) : Alice Cooper

### Acteurs récurrents
- Martin Cummins (VF : David Krüger) : shérif Tom Keller
- Alvin Sanders (VF : Jean-Luc Atlan) : Pop Tate
- Molly Ringwald (VF : Juliette Degenne) : Mary Andrews
- Nathalie Boltt (VF : Danièle Douet) : Penelope Blossom
- Lochlyn Munro (VF : François Delaive) : Harold « Hal » Cooper
- Shannon Purser (VF : Flora Kaprielian) : Ethel Muggs
- Tom McBeath (VF : Serge Blumenthal) : Smithers
- Nicholas Barasch : Julian Blossom
- Moses Thiessen (VF : Tom Boutry) : Ben Button
- Abby Ross : Midge Klump
- Karl Walcott : Clay Walker
- Daniel Yang (VF : Gabriel Bismuth-Bienaimé) : Dilton Doiley
- William Patrick MacDonald : Felix Featherhead
- Malcolm Stewart : Dr Werthers
- Ryan Robbins : Frank Andrews
- Zoé De Grand Maison (VF : Léopoldine Serre) : Evelyn Evernever
- Barbara Wallace (VF : Cathy Cerdà) : Roseanne « Rose » Blossom

### Invités
- Marisol Nichols (VF : Nathalie Karsenti) : Hermione Lodge (épisodes 1 et 13)
- Jesse Goldwater : Bernie Burstein (épisodes 2, 5 et 7)
- Barclay Hope (VF : Serge Biavan) : Clifford Blossom (épisodes 4, 5 et 8)
- Nikolai Witschl (VF : Gwendal Anglade) : Dr Curdle Jr. (épisode 5)
- Mark Consuelos (VF : Laurent Maurel) : Hiram Lodge (épisode 13)
- Sarah Habel (VF : Barbara Beretta) : « Geraldine Grundy » Jennifer Gibson (épisode 13)
- Ashleigh Murray (VF : Audrey Sablé) : Joséphine « Josie » McCoy (épisode 17)
- Trevor Stines : Jason Blossom (épisode 20)

## Épisodes

### Épisode 1:Chapitre cent dix-huit: Ne t'inquiète pas, ma chérie
- États-Unis : 29 mars 2023 sur The CW
- France : 30 mars 2023 sur Netflix

- États-Unis : 260 000 téléspectateurs (première diffusion)

### Épisode 2:Chapitre cent dix-neuf: Le bal-chaussette
- États-Unis : 5 avril 2023 sur The CW
- France : 6 avril 2023 sur Netflix

- États-Unis : 270 000 téléspectateurs (première diffusion)

### Épisode 3:Chapitre cent vingt: L'éducation sexuelle
- États-Unis : 12 avril 2023 sur The CW
- France : 13 avril 2023 sur Netflix

- États-Unis : 220 000 téléspectateurs (première diffusion)

### Épisode 4:Chapitre cent vingt-et-un: Amour et mariage
- États-Unis : 19 avril 2023 sur The CW
- France : 20 avril 2023 sur Netflix

- États-Unis : 250 000 téléspectateurs (première diffusion)

### Épisode 5:Chapitre cent vingt-deux: Histoires à la jugulaire
- États-Unis : 26 avril 2023 sur The CW
- France : 27 avril 2023 sur Netflix

- États-Unis : 190 000 téléspectateurs (première diffusion)

### Épisode 6:Chapitre cent vingt-trois: Voyeurisme
- États-Unis : 3 mai 2023 sur The CW
- France : 4 mai 2023 sur Netflix

- États-Unis : 210 000 téléspectateurs (première diffusion)

### Épisode 7:Chapitre cent vingt-quatre: Danse sensuelle
- États-Unis : 10 mai 2023 sur The CW
- France : 11 mai 2023 sur Netflix

- États-Unis : 200 000 téléspectateurs (première diffusion)

### Épisode 8:Chapitre cent vingt-cinq: Rêves et basket-ball
- États-Unis : 17 mai 2023 sur The CW
- France : 18 mai 2023 sur Netflix

- États-Unis : 230 000 téléspectateurs (première diffusion)

### Épisode 9:Chapitre cent vingt-six: Betty et Veronica, double programme
- États-Unis : 24 mai 2023 sur The CW
- France : 25 mai 2023 sur Netflix

- États-Unis : 190 000 téléspectateurs (première diffusion)

### Épisode 10:Chapitre cent vingt-sept: American Graffiti
- États-Unis : 31 mai 2023 sur The CW
- France : 1er juin 2023 sur Netflix

- États-Unis : 280 000 téléspectateurs (première diffusion)

### Épisode 11:Chapitre cent vingt-huit: Halloween-win?
- États-Unis : 7 juin 2023 sur The CW
- France : 8 juin 2023 sur Netflix

- États-Unis : 230 000 téléspectateurs (première diffusion)

### Épisode 12:Chapitre cent vingt-neuf: Après la chute
- États-Unis : 21 juin 2023 sur The CW
- France : 22 juin 2023 sur Netflix

- États-Unis : 190 000 téléspectateurs (première diffusion)

### Épisode 13:Chapitre cent trente: Les Sorcières de Salem
- États-Unis : 28 juin 2023 sur The CW
- France : 29 juin 2023 sur Netflix

- États-Unis : 190 000 téléspectateurs (première diffusion)

### Épisode 14:Chapitre cent trente-et-un: La comédie musicale
- États-Unis : 5 juillet 2023 sur The CW
- France : 6 juillet 2023 sur Netflix

- États-Unis : 150 000 téléspectateurs (première diffusion)

### Épisode 15:Chapitre cent trente-deux: Le concours de Miss Riverdale
- États-Unis : 19 juillet 2023 sur The CW
- France : 20 juillet 2023 sur Netflix

- États-Unis : 220 000 téléspectateurs (première diffusion)

### Épisode 16:Chapitre cent trente-trois: Érotisme
- États-Unis : 26 juillet 2023 sur The CW
- France : 27 juillet 2023 sur Netflix

- États-Unis : 160 000 téléspectateurs (première diffusion)

### Épisode 17:Chapitre cent trente-quatre: Féline câline
- États-Unis : 2 août 2023 sur The CW
- France : 3 août 2023 sur Netflix

- États-Unis : 210 000 téléspectateurs (première diffusion)

### Épisode 18:Chapitre cent-trente-cinq: Pour un avenir meilleur
- États-Unis : 9 août 2023 sur The CW
- France : 10 août 2023 sur Netflix

- États-Unis : 220 000 téléspectateurs (première diffusion)

### Épisode 19:Chapitre cent trente-six: L'âge d'or de la télévision
- États-Unis : 16 août 2023 sur The CW
- France : 17 août 2023 sur Netflix

- États-Unis : 190 000 téléspectateurs (première diffusion)

### Épisode 20:Chapitre cent trente-sept: Bye, bye, Riverdale
- États-Unis : 23 août 2023 sur The CW
- France : 24 août 2023 sur Netflix

- États-Unis : 210 000 téléspectateurs (première diffusion)